# Shirley Kocacinar
Shirley Hubertina Maria Adriana Kocaçınar (4 december 1986) is een Nederlands voetballer die in seizoen 2010/11 speelde voor VVV-Venlo. In 2011 debuteerde Kocacinar in het Turks voetbalelftal. Totdat ze een Turks paspoort heeft mag ze echter niet in officiële wedstrijden voor dat land uitkomen.

## Carrière
Kocacinar speelde in het eerste seizoen van de Eredivisie Vrouwen bij Willem II, die haar bij Reuver hadden weggeplukt. Na één jaar stapte ze over naar nieuwkomer Roda JC, alwaar zij in elf competitieduels viermaal scoorde namens de ploeg. Na een jaar trok Roda de stekker echter uit het vrouwenvoetbal, waarop Kocacinar bij RKTSV ging voetballen. In seizoen 2010/11 stapte VVV-Venlo met een vrouwenelftal de Eredivisie in. Kocacinar wist hier een plek in de selectie te bemachtigen en keert zodoende na een jaar weer terug in de Eredivisie. In maart werd haar contract echter ontbonden, omdat ze zich niet aan de binnen VVV geldende regels gehouden zou hebben.

## Statistieken
| Seizoen | Club      | Land      | Competitie  | Wedstrijden | Doelpunten |
| ------- | --------- | --------- | ----------- | ----------- | ---------- |
| 2007/08 | Willem II | Nederland | Eredivisie  | ?           | ?          |
| 2008/09 | Roda JC   | Nederland | Eredivisie  | 11          | 4          |
| 2009/10 | RKTSV     | Nederland | Hoofdklasse | -           | -          |
| 2010/11 | VVV-Venlo | Nederland | Eredivisie  | 13          | 2          |

Bijgewerkt op 22 feb 2011 09:48 (CET)